# Miliana
Miliana (in caratteri arabi: مليانة) è una città dell'Algeria, capoluogo dell'omonimo distretto, nella provincia di 'Ayn Defla.

## Geografia fisica

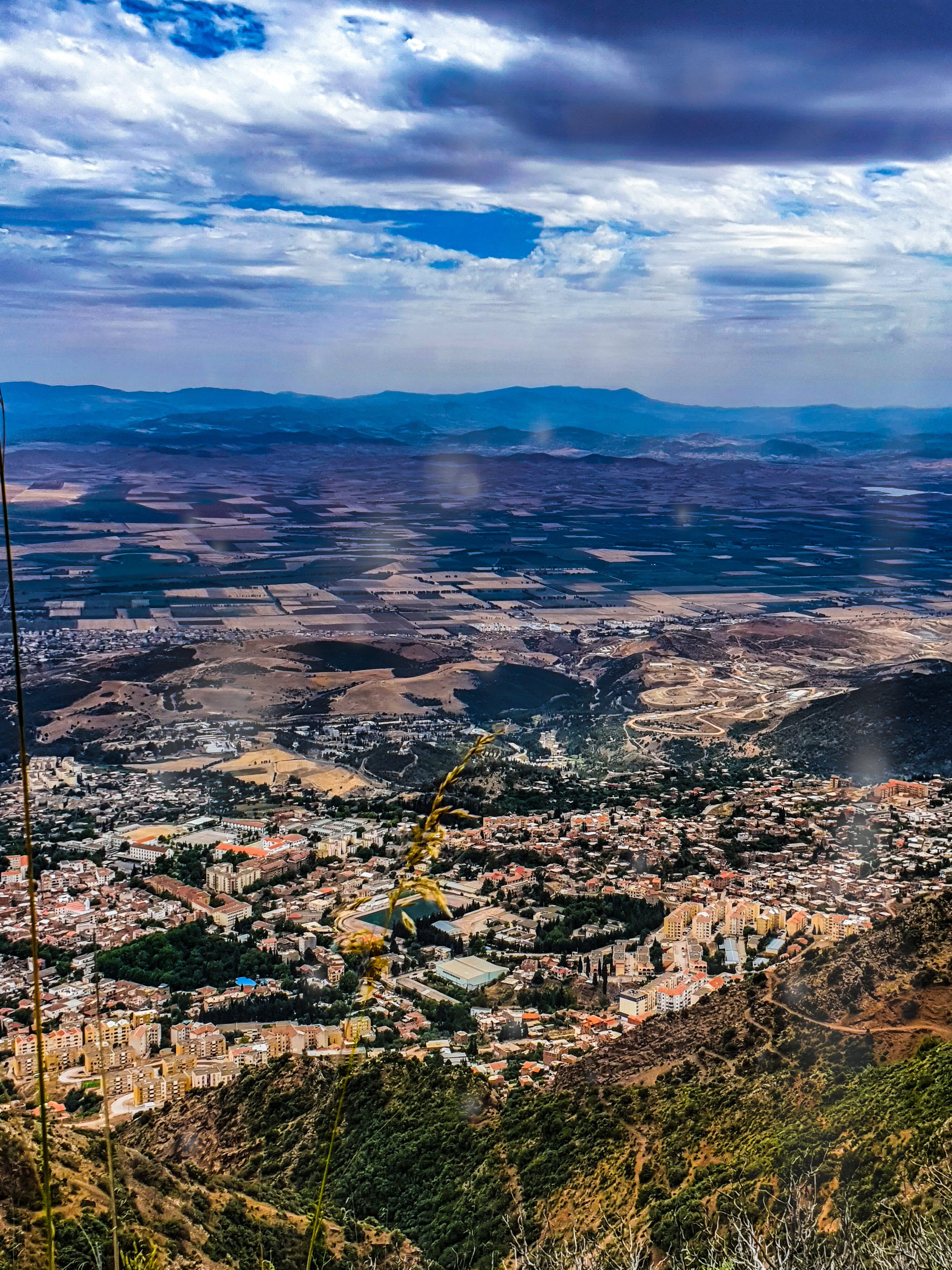
Vista della città dal monte Zaccar, con sullo sfondo i Monti dell'Atlante

Miliana sorge alle pendici del monte Zaccar.

## Storia
La città fu fondata da Ziri ibn Manad.